# Oligia arcta
Oligia arcta là một loài bướm đêm trong họ Noctuidae.